# Tkanki stałe
Tkanki stałe – wspólna nazwa dla tkanek roślinnych, w których podziały komórkowe nie zachodzą lub zachodzą wyjątkowo rzadko. Jeśli tkanka stała składa się z komórek o podobnej budowie określana jest tkanką jednorodną, jeśli tkankę tworzy zespół różnych komórek, który razem realizuje określoną funkcje, tkanka określana jest jako niejednorodna lub złożona.
Do tkanek stałych zaliczane są:
- miękisz, parenchyma
- kolenchyma, zwarcica
- sklerenchyma, twardzica
- ksylem, drewno
- floem, łyko
- epiderma, skórka
- peryderma, korkowica
- tkanki wydzielnicze
- kalus, tkanka przyranna.

Kalus wykazuje cechy wspólne z tkankami merystematycznymi. Jako twórcza tkanka regeneracyjna jest przez niektórych autorów omawiana wraz z tkankami merystematycznymi wtórnymi. Jest anomalną tkana miękiszową, która może powstawać na każdym organie roślin. Pojawienie się tej tkanki związane jest zazwyczaj ze zranieniem lub odcięciem organu. Kalus może być wytworzony z kambium, kory pierwotnej, niektórych części walca osiowego i w niewielkim stopniu z komórek epidermy. Jest tkanką słabo zróżnicowaną, z której mogą być odtworzone wiązki przewodzące oraz powstawać merystemy wierzchołkowe, a nawet może posłużyć do odtworzenia całej rośliny.
Ze względu na rozmieszczenie tkanek stałych w roślinie są one dzielone na:
- tkanki podstawowe powstające z pramiękiszu, stanowią główna masę młodych roślin, zieloną tkankę asymilacyjna liści, kolenchymę, sklerenchymę, korę pierwotną i rdzeń łodygi,
- tkanki okrywające rozwijające się z partii merystemu wierzchołkowego nazywanej praskórką i obejmują epidermę oraz korek,
- tkanka łykodrzewna, rozwijające się z części merystemu wierzchołkowego nazywanego prekambium i obejmują drewno i łyko.